# Звезда родилась (фильм, 2018)
«Звезда́ родила́сь» (англ. A Star Is Born) — американский романтический фильм в жанре драмы 2018 года, режиссёрский дебют Брэдли Купера, ремейк одноимённого фильма 1937 года (до того также было снято два ремейка: в 1954 году и 1976 году). В главных ролях снялись Леди Гага, Брэдли Купер и Сэм Эллиотт.
Мировая премьера фильма состоялась 31 августа 2018 года на 75-м Венецианском кинофестивале, в России — 26 сентября 2018 года в рамках Фестиваля американского кино.
В широкий прокат фильм вышел 3 октября, в России — 4 октября 2018 года.
Картина получила пять номинаций на премию «Золотой глобус» и стала победителем в номинации «Лучшая песня» («Shallow»). Фильм также номинирован на восемь премий «Оскар-2019», в том числе в категориях «Лучший фильм», «Лучшая мужская роль» (Купер), «Лучшая женская роль» (Гага), «Лучшая мужская роль второго плана» (Эллиотт) и «Лучшая песня» («Shallow»); в результате картина одержала победу в категории «Лучшая песня».

## Сюжет
После одного из своих выступлений Джексон Мейн, известный блюзовый певец, имеющий проблемы с алкоголем и наркотиками, решает зайти в дрэг-бар в поисках выпивки. Там он видит выступление Элли, 31-летней официантки, которая поёт на французском песню Эдит Пиаф «Жизнь в розовом цвете». Джексон давно в музыкальном бизнесе и многое повидал, но голос девушки трогает его до глубины души. Он знакомится с ней. 

Они идут в бар для копов, где к Джексону пристаёт беспардонный поклонник. Элли требует, чтобы тот отстал от Джексона, и бьёт поклонника в челюсть. В полном восторге от Элли, Джексон лечит её ушибленную руку, приложив к ней пакет с замороженным горошком.
Отвечая на расспросы Джексона, Элли признаётся, что пишет песни, но не поёт их. Когда-то она хотела сделать карьеру, но после многочисленных отказов из-за нетипичной для шоу-бизнеса внешности, сдалась. Джексон тоже рассказывает о себе, и Элли, вдохновлённая его личностью, тут же придумывает песню и напевает её Джексону. Тот впечатлён, говорит, что Элли должна писать и петь свои песни, ей есть что сказать людям. За разговорами они проводят всю ночь.
Подвозя утром девушку домой, музыкант настойчиво зовёт её поехать вечером на его концерт. Но Элли надо на работу, и она отказывается. Отец Элли упрекает её за отказ, ведь это шанс попасть в шоу-бизнес. Элли же ничего от знакомства с Джексоном не ждёт, хоть и очарована им. К тому же Джексон пьёт, и ей это не нравится. Тем временем Джексон присылает своего водителя, но Элли снова отказывается ехать и идёт на работу. Там ей грубит начальник, тогда она все бросает и всё-таки едет на концерт.
На шоу Джексон буквально вынуждает её спеть с ним на сцене придуманную ею ночью песню, к которой он уже написал аранжировку. Песня и дуэт Джексона и Элли производят фурор. Бобби, старший брат Джексона, говорит Элли, что тот очень давно не играл так, как сегодня, и ещё никогда не выводил на сцену девушку.
Элли едет с Джексоном в турне. Джексон, вдохновлённый появлением в его жизни Элли, почти не испытывает тяги к выпивке. Их отношения развиваются стремительно, и так же стремительно растёт популярность Элли, которая, выступая с Джексоном, поёт теперь уже свои песни.
Во время тура Элли встречает музыкального продюсера Реза, который предлагает ей контракт. Элли счастлива, хотя Джексон относится к предложению скептически. Элли считает, что Джексон ревнует. Элли заключает контракт и, занимаясь карьерой, уже не может выступать с Джексоном. Тому остаётся лишь наблюдать, как продюсер постепенно подгоняет искреннюю в своём творчестве Элли под поп-формат. Видя, что Элли счастлива, Джексон, поддерживая её, всё же напоминает, что она стала популярной именно благодаря тому, какая есть, ей не надо в себе ничего менять. Однако Элли все больше уступает напору продюсера: у неё появляется подтанцовка, меняются имидж и формат песен.
Тем временем у Джексона прогрессирует болезнь уха, из-за которой он постепенно глохнет и к которой добавляется разочарование артистической эволюцией Элли. Певец возвращается к выпивке и наркотикам. Концерты Джексона либо отменяют, либо предлагают ему унизительную роль аккомпаниатора.
Однажды друг находит Джексона в кустах у своего дома, приводит его в порядок и с целью борьбы с выпивкой советует вступить в брак с Элли. Элли приезжает забрать Джексона и говорит, что это она делает в первый и последний раз: разгребать последствия его пьянства она не намерена.
За обедом Джексон делает Элли предложение руки и сердца, надев ей на палец кольцо, скрученное из гитарной струны. В тот же день они венчаются в местной церкви.
Несмотря на взаимную любовь, Джексон и Элли отдаляются друг от друга. Между ними стоит продюсер Элли, который имеет на неё влияние и интересы которого противоположны интересам Джексона. Элли выступает на Saturday Night Live с откровенно попсовой песней. Джексон стоит за кулисами и он разочарован тем, что делает Элли. Не в силах досмотреть её выступление, он прикладывается к бутылке. Тем временем продюсер говорит Элли, что её номинировали на Грэмми. Пребывая в головокружении от успехов, Элли не замечает подавленного состояния Джексона. Во время церемонии победительницей объявляют Элли, но пьяный в стельку Джексон срывает вручение награды.
После этого он два месяца проводит в реабилитационном центре, где рассказывает психиатру о том, как жил рядом с талантливым, но вечно пьяным отцом и как в 13 лет пытался совершить самоубийство. Джексона навещает Элли, она очень ждёт его возвращения. Джексон просит у неё прощение за свой позорный поступок и признаётся ей, что она ему очень нужна.
Элли говорит продюсеру, что хочет поддержать мужа, и что он должен ехать с ней в турне, где они будут петь на одной сцене, как раньше. Продюсер категорически против, опасаясь, что Джексон всё испортит. Элли заявляет, что без мужа в турне не поедет.
Джексон возвращается домой, он в прекрасной форме. Он и Элли по-прежнему любят друг друга, и у их отношений есть шанс. Когда Элли нет дома, к Джексону приходит продюсер. Он уверен, что трезвым Джексон будет недолго и скоро возьмётся за старое, а Элли слишком любит мужа и сама никогда не скажет то, что сейчас ему скажет Рез: Джексон должен оставить Элли, иначе он разрушит её карьеру.
Чтобы быть рядом с мужем, Элли отменяет турне, а Джексону говорит, что это сделала звукозаписывающая фирма ради работы над вторым альбомом. Для Джексона это значит одно: из-за него Элли жертвует карьерой, продюсер прав. У Элли вечером выступление, и она приглашает мужа спеть вместе с ней. Джексон соглашается, но не приходит на шоу. В то время как Элли одна поёт на сцене и кричит зрителям, как она благодарна мужу, он вешается в своём гараже, покидая и этот мир, и её…
Пережить смерть Джексона Элли помогает его брат Бобби. Он уверяет Элли, что она ни в чём не виновата: Джексон сам сделал свой выбор.
На трибьют-концерте Элли поёт новую песню, которую написал для неё Джексон. Выйдя на сцену, она представляется уже не как Элли, а как Элли Мейн.

## В ролях
- Брэдли Купер — Джексон Мейн
- Леди Гага — Элли
- Сэм Эллиотт — Бобби Мейн[10]
- Дэйв Шаппелл — Джордж Стоун[11]
- Эндрю Дайс Клэй — Лоренцо
- Энтони Рамос — Рамон
- Рафи Гаврон — Рез Гаврон
- Рон Рифкин — Карл
- Барри Шабака Хенли — Литтл Фит
- Майкл Д. Робертс — Мэтти
- Майкл Харни — Вулфи
- Ребекка Филд — Гейл
- Грег Гранберг — Фил
- Дерек Кевин Джонс — Этта Джеймс
- Уиллам Беллай — Эмеральд
- Деннис Тонг — Донте
- Джошуа Уэллс — Сьюки
- Д. Дж. Шанджела Пирс — эмси в баре
- Алек Болдуин — камео
- Брэнди Карлайл — камео
- Марлон Уильямс — камео
- Холзи — камео
- Бонни Сомервилл — Салли Каммингс

## Музыка
Увидев выступление Лукаса Нельсона, сына кантри-музыканта Вилли Нельсона, на фестивале Desert Trip, Купер попросил его помочь в работе над фильмом. Нельсон согласился и написал несколько песен и отправил продюсерам. Впоследствии он познакомился с Леди Гагой и начал сочинять с ней песни для фильма, а она в свою очередь записала бэк-вокал для двух треков его альбома 2017 года — «Лукас Нельсон и обещание реальности».
Саундтрек в исполнении Леди Гаги и Купера был выпущен 5 октября 2018 года лейблом Interscope Records. Студия объявила, что альбом «включает 19 песен в широком диапазоне музыкальных стилей плюс 15 диалоговых треков, отправляющих вас в путешествие, которое отразит впечатления от просмотра фильма».

## Критика
Фильм получил высокие оценки кинокритиков. На сайте Rotten Tomatoes у него 90 % положительных рецензий на основе 536 отзыва со средней оценкой 8,1 из 10. На Metacritic — 88 баллов из 100 на основе 60 рецензий.
В декабре 2018 года картина «Звезда родилась» вошла в список 10 лучших фильмов 2018 года, опубликованный Американским институтом киноискусства (AFI).

## Награды и номинации
| Список наград и номинаций                    | Список наград и номинаций | Список наград и номинаций                        | Список наград и номинаций                                                                     | Список наград и номинаций |
| Кинопремия                                   | Дата церемонии            | Категория                                        | Номинант(ы)                                                                                   | Результат                 |
| -------------------------------------------- | ------------------------- | ------------------------------------------------ | --------------------------------------------------------------------------------------------- | ------------------------- |
| California on Location Awards                | 2017                      | Лучший подбор локаций для кинопроизводства       | Ричард Шулер                                                                                  | Номинация                 |
| Венецианский кинофестиваль                   | 2018                      | Премия фонда Смитерса                            | Брэдли Купер                                                                                  | Победа                    |
| Camerimage                                   | 2018                      | «Золотая лягушка»                                | Мэттью Либатик                                                                                | Номинация                 |
| Премия Национального совета кинокритиков США | 2018                      | Десятка лучших фильмов года                      |                                                                                               | Победа                    |
| Премия Национального совета кинокритиков США | 2018                      | Лучший режиссёр                                  | Брэдли Купер                                                                                  | Победа                    |
| Премия Национального совета кинокритиков США | 2018                      | Лучшая актриса                                   | Леди Гага                                                                                     | Победа                    |
| Премия Национального совета кинокритиков США | 2018                      | Лучший актёр второго плана                       | Сэм Эллиотт                                                                                   | Победа                    |
| Оскар                                        | 2019                      | Лучший фильм                                     | Билл Гербер, Брэдли Купер и Линетт Хауэлл Тейлор                                              | Номинация                 |
| Оскар                                        | 2019                      | Лучший актёр                                     | Брэдли Купер                                                                                  | Номинация                 |
| Оскар                                        | 2019                      | Лучшая актриса                                   | Леди Гага                                                                                     | Номинация                 |
| Оскар                                        | 2019                      | Лучший актёр второго плана                       | Сэм Эллиотт                                                                                   | Номинация                 |
| Оскар                                        | 2019                      | Лучший адаптированный сценарий                   | Эрик Рот, Брэдли Купер и Уилл Феттерс                                                         | Номинация                 |
| Оскар                                        | 2019                      | Лучшая песня к фильму                            | «Shallow», Леди Гага, Марк Ронсон, Энтони Россомандо, Эндрю Уайатт                            | Победа                    |
| Оскар                                        | 2019                      | Лучшая операторская работа                       | Мэттью Либатик                                                                                | Номинация                 |
| Оскар                                        | 2019                      | Лучший звук                                      | Том Озанич, Дин Зупанчич, Джейсон Рудер и Стивен Морроу                                       | Номинация                 |
| Золотой глобус                               | 2019                      | Лучший фильм — драма                             |                                                                                               | Номинация                 |
| Золотой глобус                               | 2019                      | Лучший режиссёр                                  | Брэдли Купер                                                                                  | Номинация                 |
| Золотой глобус                               | 2019                      | Лучшая мужская роль — драма                      | Брэдли Купер                                                                                  | Номинация                 |
| Золотой глобус                               | 2019                      | Лучшая женская роль — драма                      | Леди Гага                                                                                     | Номинация                 |
| Золотой глобус                               | 2019                      | Лучшая оригинальная песня                        | «Shallow», Леди Гага, Марк Ронсон, Энтони Россомандо, Эндрю Уайатт                            | Победа                    |
| BAFTA                                        | 2019                      | Лучший фильм                                     | Билл Гербер, Брэдли Купер и Линетт Хауэлл Тейлор                                              | Номинация                 |
| BAFTA                                        | 2019                      | Лучший режиссёр                                  | Брэдли Купер                                                                                  | Номинация                 |
| BAFTA                                        | 2019                      | Лучшая мужская роль                              | Брэдли Купер                                                                                  | Номинация                 |
| BAFTA                                        | 2019                      | Лучшая женская роль                              | Леди Гага                                                                                     | Номинация                 |
| BAFTA                                        | 2019                      | Лучший адаптированный сценарий                   | Эрик Рот, Брэдли Купер и Уилл Феттерс                                                         | Номинация                 |
| BAFTA                                        | 2019                      | Лучшая оригинальная музыка                       | Брэдли Купер, Леди Гага, Лукас Нельсон                                                        | Победа                    |
| BAFTA                                        | 2019                      | Лучший звук                                      | Том Озанич, Дин Зупанчич, Джейсон Рудер, Алан Роберт Мюррей и Стивен Морроу                   | Номинация                 |
| Спутник                                      | 2019                      | Лучший фильм — комедия или мюзикл                |                                                                                               | Победа                    |
| Спутник                                      | 2019                      | Лучший режиссёр                                  | Брэдли Купер                                                                                  | Номинация                 |
| Спутник                                      | 2019                      | Лучшая мужская роль — комедия или мюзикл         | Брэдли Купер                                                                                  | Номинация                 |
| Спутник                                      | 2019                      | Лучшая женская роль — комедия или мюзикл         | Леди Гага                                                                                     | Номинация                 |
| Спутник                                      | 2019                      | Лучшая мужская роль второго плана                | Сэм Эллиотт                                                                                   | Номинация                 |
| Спутник                                      | 2019                      | Лучший адаптированный сценарий                   | Эрик Рот и Брэдли Купер                                                                       | Номинация                 |
| Спутник                                      | 2019                      | Лучшая операторская работа                       | Мэттью Либатик                                                                                | Победа                    |
| Спутник                                      | 2019                      | Лучший монтаж                                    | Джей Кэссиди                                                                                  | Номинация                 |
| Спутник                                      | 2019                      | Лучшие костюмы                                   | Эрин Бенач                                                                                    | Номинация                 |
| Спутник                                      | 2019                      | Лучшая оригинальная песня                        | «Shallow»                                                                                     | Победа                    |
| Спутник                                      | 2019                      | Лучший звук                                      | Эрин Бенач                                                                                    | Номинация                 |
| Премия Гильдии киноактёров США               | 2019                      | Лучшая мужская роль                              | Брэдли Купер                                                                                  | Номинация                 |
| Премия Гильдии киноактёров США               | 2019                      | Лучшая женская роль                              | Леди Гага                                                                                     | Номинация                 |
| Премия Гильдии киноактёров США               | 2019                      | Лучшая мужская роль второго плана                | Сэм Эллиотт                                                                                   | Номинация                 |
| Премия Гильдии киноактёров США               | 2019                      | Лучший актёрский ансамбль                        |                                                                                               | Номинация                 |
| Премия Гильдии режиссёров Америки            | 2019                      | Лучшая режиссура художественного фильма          | Брэдли Купер                                                                                  | Номинация                 |
| Премия Гильдии режиссёров Америки            | 2019                      | Лучший режиссёрский дебют                        | Брэдли Купер                                                                                  | Номинация                 |
| Премия Гильдии сценаристов США               | 2019                      | Лучший адаптированный сценарий                   | Эрик Рот, Брэдли Купер и Уилл Феттерс                                                         | Номинация                 |
| Грэмми                                       | 2019                      | Лучшая песня для визуальных медиа                | «Shallow», Леди Гага, Марк Ронсон, Энтони Россомандо, Эндрю Уайатт                            | Победа                    |
| Бодиль                                       | 2019                      | Лучший американский фильм                        | Брэдли Купер                                                                                  | Номинация                 |
| Грэмми                                       | 2020                      | Лучший саундтрек-компиляция для визуальных медиа | Леди Гага, Брэдли Купер                                                                       | Победа                    |
| Грэмми                                       | 2020                      | Лучшая песня для визуальных медиа                | «I’ll Never Love Again», Леди Гага, Брэдли Купер, Натали Хемби, Хиллари Линдси и Аарон Рэйтир | Победа                    |